# Rafelschotelkorst
De rafelschotelkorst (Myriolecis crenulata) is een korstmos die hoort tot de familie Lecanoraceae. Deze steenbewoner komt voor op verticale vlakken. Hij komt voor op kalksteen, cement en mortel. Vaak te vinden op kerkmuren. Hij leeft in symbiose met de alg Trebouxia.

## Kenmerken
Het thallus zeer dun, onopvallend en vaak niet zichtbaar. Het oppervlak is glad tot fijnkorrelig en de kleur is lichtgrijs op harde kalksteen. Apothecia zijn tot 0,6 mm in diameter. Ze staan verspreid of meer zelden in groepen. De schijf is plat, bruin tot blauwachtig met een witte poedercoating. De apothecia hebben een nette, regelmatig diep gekartelde rand (maken 5 tot 8 segmenten, zelden niet gekarteld). Ze lijken opengebarsten, naar alle kanten toe. Het epithecium is bruin of blauw, vaak afgewisseld met fijne korrels. De ascosporen zijn kleurloos, enkelvoudig, langwerpig en meten 6-10 (-15,5) × (4-) 4,5-6 (-7) µm. Het hymenium heeft een hoogte van 55-70 µm en is geelbruin van boven.
Hij heeft geen kenmerkende kleurreacties: C–, K–, Pd–, UV–. 

## Verspreiding
De rafelschotelkorst komt met name voor in Noord-Amerika, Europa, Australië, Nieuw-Zeeland en enkele Aziatische landen . Hij komt in Nederland vrij algemeen voor. Hij staat niet op de rode lijst en is niet bedreigd.